# Túpac Hualpa
Túpac Hualpa, referido en crónicas como Toparpa, fue un noble inca coronado en 1533 como Inca de forma excepcional a inicios de la Conquista europea para cubrir el vacío dejado por la muerte de Huáscar. Al momento de su coronación aceptó convertirse en vasallo del Imperio español a cambio de protección ante los ejércitos atahualpistas, lo que culminó formalmente la existencia del Incanato como Estado soberano. 
A pesar de ser apoyado y ratificado por los nobles cusqueños, su elección como Inca fue en la práctica organizada y aprobada por los españoles para ganar legitimidad política y jurídica. El breve "mandato" de Túpac Hualpa, quien llegó a lucir el cuartelado de la Corona de Castilla en su mascapaicha., se considera un gobierno títere que facilitó enormemente la Conquista al permitir el sometimiento pacífico de gran parte del territorio inca.
Túpac Hualpa falleció en Jauja apenas tres meses después de su coronación, probablemente envenenado por conspiradores atahualpistas.

## Biografía

### Origen
Era uno de los más de 100 hijos de Huayna Cápac, padre de Huáscar y Atahualpa, apoyando al primero en la guerra civil incaica. Su nombre completo era Inti Cusi Túpac Hualpa Yupanqui. Los cronistas españoles han distorsionado su nombre y se le recuerda en sus escritos como Toparpa, Tubalipa o Topaipa.
Túpac Hualpa se había presentado a los conquistadores españoles en Cajamarca, Atahualpa viviente, para pedir protección contra las tropas de Quito que amenazaban con matarlo, precisamente porque, por su nacimiento, podía ser antagonista del soberano cautivo. Otros dos hermanos de Atahualpa habían desaparecido misteriosamente, luego de haberse acercado a los europeos, y el joven príncipe había suplicado a las tropas ibéricas que salvaguardaran su existencia, declarándose dispuesto a reconocer a cambio su autoridad.

### Proclamación como Inca
Tras el ajusticiamiento de Atahualpa en julio de 1533, jefe de la maquinaria atahualpista, todo se desorganizó. Ante el desorden reinante, Francisco Pizarro entendió que la figura del Imperio incaico sólo podía restaurarse a través de la figura carismática de un soberano oficial que se estableciera como punto de referencia para sus súbditos. La elección recayó en Túpac Huallpa, un hijo muy joven de Huayna Cápac que fue señalado por los ancianos indígenas, presentes en el campamento español, como el candidato con las credenciales más válidas para asumir el cargo de Inca supremo.
Cuando se planteó el problema de la sucesión, el joven inca, apoyado por la nobleza cuzqueña, no tuvo dificultad en ser elegido contra uno de los hijos de Atahualpa a quien Chalcuchímac, el general de las tropas de Quito, hubiera querido como soberano. Su coronación se llevó a cabo con respeto a todas las complejas ceremonias previstas por los elaborados procedimientos incas. Túpac Hualpa observó el ayuno prescrito de tres días en un pabellón construido especialmente para él por los diligentes servidores indígenas, y finalmente se presentó a sus súbditos portando las insignias que todo gobernante inca había llevado, antes que él, en ocasiones similares.
Le ciñeron la mascapaicha y los españoles se aseguraron de que fuera coronado con gran reconocimiento y ceremonia, aceptando servir al rey Carlos I de España. Todo esto se hizo para convencer al pueblo inca de que todavía estaban siendo gobernados por un Sapa Inca.
Túpac Hualpa ordenó a sus súbditos que se dedicaran de lleno a la extracción de metales preciosos, atendiendo a los deseos de Pizarro y los suyos.

### Ruta de los Andes
Para los que se hacían algunas ilusiones sobre la autonomía real del nuevo soberano, Pizarro dispuso hacerle jurar, ante las tropas desplegadas, abierta sumisión a las armas españolas, presentándole el estandarte de la Corona de Castilla, frente al cual, Túpac Hualpa tuvo que inclinarse tres veces. Después de las formalidades, los españoles se dirigieron hacia al Cuzco y Túpac Hualpa fue llevado con ellos, creyendo que su presencia favorecería la marcha, evitando cualquier hostilidad. Un hermano del nuevo Inca, de nombre Huari Tito, se encargó de preparar el camino, pero tan pronto como fue apartado de la protección de las tropas españolas, fue asesinado por los hombres de Quisquis que patrullaban la zona.
Esta situación, unida a la escasa colaboración que prestaron los indígenas, hizo sospechar a los españoles que achacaron a Chalcuchímac, quien, igualmente, siguió prisionero al ejército. Sin embargo, el anciano general se burló de sus sospechas y culpó de sus dificultades a Túpac Hualpa quien, según él, no era apto para comandar a sus súbditos.

### Muerte
A duras penas llegaron finalmente los españoles a Hatun Xauxa y aquí murió Túpac Hualpa a mediados de octubre de 1533. Su fin no debió ser repentino porque Pedro Sánchez de la Hoz, secretario de Pizarro y orador oficial de la expedición, habla de enfermedad y dice, literalmente, que "murió de su enfermedad". Sin embargo, se habló de veneno y, por supuesto, se culpó de su muerte a Chalcuchímac, quien pronto sería ejecutado en la hoguera con la excusa de este crimen.

## Matrimonio y descendencia
El soberano vasallo Túpac Hualpa o Toparpa tuvo tres esposas: Palla Cusi Chimpu, Mamma Tupi Ocllo Coya y otra mujer cuyo nombre no está registrado.
De alguna de estas esposas fue padre de al menos siete hijos:
- Pedro Capac-Aillu.
- Francisca Palla.
- Francisco Huallpa Túpec Yupanqui.
- Beatriz Tupac Yupanqui o bien Huallpa Túpec (n. ca. 1521)[5] se amancebó con el capitán Pedro Álvarez Holguín[6] y tuvo por lo menos tres hijos ilegítimos,[6][7] el primogénito Fernando Álvarez Holguín que se casó con la española Leonor de Carranza, la segundogénita Constanza de Orellana Holguín que se matrimonió con el capitán hispano-extremeño Martín de Almendras, y la menor María Holguín de Aldana que se enlazó con el hispano-andaluz Martín Monje.[6]
- Isabel Chimpu Ocllo, madre del cronista mestizo Inca Garcilaso de la Vega.
- Catalina Paucar Ocllo Yupanqui , casada con el Conquistador  Francisco de Grado y Maldonado  ,  de su línea nace la Rama  Fernández Cornejo  de la cual descienden los Presidentes José Luis Bustamante y Rivero   de Perú y  Sebastián Piñera  de Chile, el Escritor Peruano  Mario Vargas Llosa  y la Reina consorte de los Países Bajo  Máxima Zorreguieta  entre otros notables Peruanos Chilenos y Argentinos .